# Antun Vakanović
Antun Vakanović (ur. 21 stycznia 1808 w Kostajnicy, zm. 24 marca 1894 w Zagrzebiu) – chorwacki polityk, prawnik i publicysta, ban Chorwacji w latach 1871–1872.

## Życiorys
Był absolwentem Wydziału Prawa Uniwersytetu w Zagrzebiu. W 1829 roku zdał egzamin adwokacki i rozpoczął praktykę w Karlovacu. Publikował teksty w duchu chorwackiego odrodzenia narodowego – własne oraz cudze: Sollen wir Magyaren werden? słowackiego duchownego Samuela Hojča i Glogovkinje Ljudevita Gaja i Ljudevita Vukotinovicia. W 1838 roku współtworzył ludową czytelnię w Karlovacu. W latach 1842–1847 był prawnikiem w zagrzebskiej izbie. W latach 1847–1856 pełnił funkcję prokuratora w Rijece. 
Jako polityk wyznawał poglądy unionistyczne. W 1868 roku został przewodniczącym chorwackiego parlamentu. Był członkiem Hrvatskiej regnikolarnej deputaciji, która ze strony chorwackiej negocjowała warunki ugody węgiersko-chorwackiej. Po dymisji Kolomana Bedekovicia Komorskiego w 1872 roku, Vakanović objął tymczasowo funkcję bana Chorwacji. Chcąc zapewnić unionistom większość w parlamencie oraz skompromitować politycznych konkurentów z partii ludowej, posłużył się sfałszowanymi protokołami z posiedzeń tej partii i oskarżył jej działaczy o spiskowanie z czeskimi politykami, włoskim rewolucjonistą Giuseppe Mazzinim oraz rządami Czarnogóry, Rosji i Serbii. Mimo to, ludowcy w 1872 roku uzyskali większość parlamentarną. W odpowiedzi na to, Vakanović zaprosił 47 wirylistów na obrady parlamentu w celu zmiany układu sił. Z funkcji bana zrezygnował w 1873 roku.